# 624 هيكتور
هيكتور 624 هو أكبر كويكبات طروادة واكتشف في سنة 1907 من قبل أغسطت كوبف. وهو كويكب من النوع دي وهو أسود محمر في اللون. ويقع عند نقطة لاغرانج L4 وهو من مجموعة الأغريق وأكبر كويكبات طروادة.
خرج علماء الفلك بنتيجة مفادها أن مدار قمر الكويكب المزدوج هيكتور 624 لم يتغير منذ مليارات السنين. ويعد هيكتور، وهو جسم فضائي غريب الشكل، وهو أكبر كويكب طروادة في المنظومة الشمسية ويبلغ عرضه 250 كيلومترا، وهو يشبه عظم كلب أو فول سوداني. ويرى علماء الفلك أنه تكون نتيجة لاصطدام كويكبين. ويبلغ عرض قمره الذي لم يطلق عليه أي اسم حتى الآن، 12 كيلومترا. وكان تحديد مدار قمر هيكتور مهمة صعبة للغاية بسبب غرابته. وتبين في نهاية المطاف أن القمر يدور حول الكويكب كل ثلاثة أيام على بعد 600 كيلومتر على مدار بيضوي منحني للخط الاستوائي للكويكب بزاوية 45 درجة.
وبعد مرور قرن تقريبا اكتشفت مجموعة من علماء الفلك من معهد البحث عن الحضارات غير الأرضية قمره في عام 2006. ويذكر أن كويكبات طروادة هي مجموعة كبيرة من الكويكبات التي تتشارك مع مدار المشتري حول الشمس.